# NK Dravograd
Nogometni Klub (NK) Dravograd – słoweński klub piłkarski, grający w trzeciej lidze słoweńskiej, mający siedzibę w mieście Dravograd.

## Historia
Klub został założony w 1948 roku. W 1999 roku wygrał rozgrywki drugiej ligi i awansował do pierwszej ligi. Pobyt w pierwszej lidze trwał dwa lata. Mistrzostwo drugiej ligi w 2002 roku zaowocowało kolejnym awansem do pierwszej ligi i ponownie NK Dravograd grał w niej przez dwa lata. W sezonie 2003/2004 NK Dravograd awansował do finału Pucharu Słowenii, w którym przegrał po dwumeczu z Mariborem (0:4, 4:3).

## Sukcesy
- 2. SNL:

mistrzostwo (2): 1998/1999, 2001/2002
wicemistrzostwo (1): 1991/1992
- 3. SNL:

mistrzostwo (1): 1995/1996
wicemistrzostwo (3): 1994/1995, 2008/2009, 2011/2012
- Puchar Słowenii:

finalista (1): 2003/2004

## Historia występów w pierwszej lidze
| Sezon     | Pozycja      | M  | Pkt. | Z  | R  | P  | GZ | GS |
| --------- | ------------ | -- | ---- | -- | -- | -- | -- | -- |
| 1999/2000 | 8.           | 33 | 43   | 11 | 10 | 12 | 44 | 54 |
| 2000/2001 | 11. (spadek) | 33 | 35   | 10 | 5  | 18 | 48 | 62 |
| 2002/2003 | 7.           | 31 | 36   | 9  | 9  | 13 | 40 | 43 |
| 2003/2004 | 12. (spadek) | 32 | 24   | 7  | 4  | 21 | 35 | 73 |

## Reprezentanci kraju grający w klubie
Stan na czerwiec 2015.
| - Andrej Goršek - Robert Koren - Andrej Pečnik - Aljoša Sivko | - Matej Šnofl - Marko Šuler - Gjergji Dema |